# Ignacy Trenda

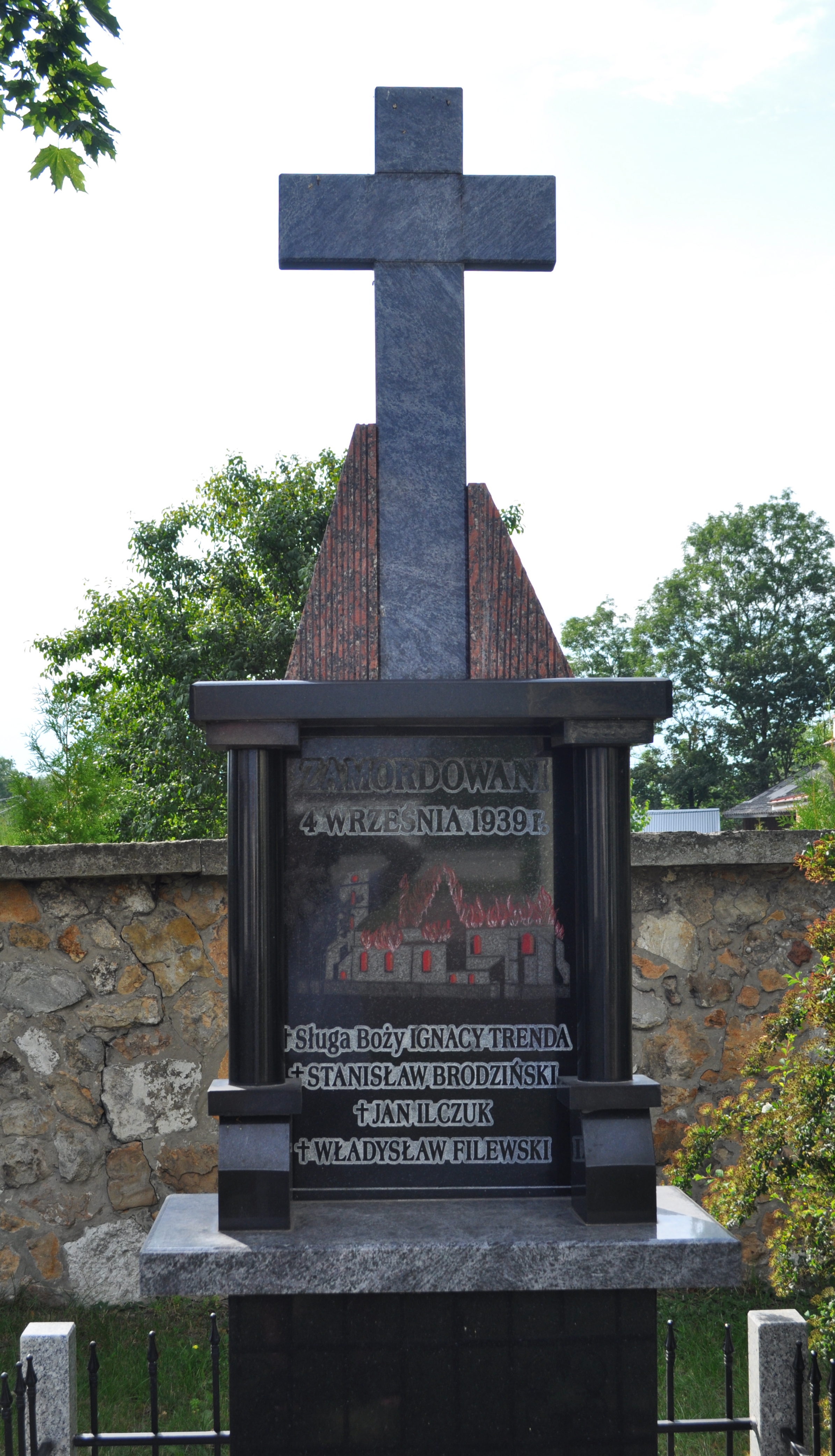
Grób osób zamordowanych na terenie kościoła w Lelowie

Ignacy Trenda (ur. 24 czerwca 1882 w Ślęzanach, zm. 4 września 1939 w Lelowie) – polski chłop, męczennik.

## Życiorys
Był synem Józefa i Franciszki z domu Łyko. Utrzymywał się z pracy najemnej na roli. Był analfabetą. W dniu 23 lipca 1930 roku ożenił się z Łucją Kłosowicz. Mieli jedno dziecko, syna Jana, urodzonego w następnym roku. Po wybuchu II wojny światowej Lelów, w którym mieszkała rodzina Ignacego Trendy, znalazł się pod okupacją niemiecką. 
Przechodzącego niedaleko świątyni Ignacego zatrzymali Niemcy. Został zamordowany, ponieważ odmówił podpalenia krzyża w miejscowym kościele. 
Jest jedną ze 122. osób, wobec których 17 września 2003 roku rozpoczął się proces beatyfikacyjny drugiej grupy męczenników z okresu II wojny światowej.

## Źródła internetowe
- Życiorys
- Martyrs killed in odium fidei by the nazis during the second world war (1) (ang.)